# Palmerston (Territorio del Norte)
Palmerston es una ciudad satélite planificada de Darwin, capital y ciudad más poblada del Territorio del Norte, Australia.

## Características generales
Palmerston se localiza cerca del puerto de Darwin y tiene una población de 28.030 habitantes (aproximadamente el 12% de la población del territorio) y lo que la convierte en la segunda ciudad más grande del territorio. Es actualmente la localidad con mayor crecimiento demográfico del Territorio del Norte y brevemente también fue la de mayor crecimiento a escala nacional.
Hay 18 barrios dentro de Palmerston, 10 de los cuales se sitúan cerca del centro de la ciudad. Palmerston es mayoritariamente residencial con dos pequeñas áreas industriales situadas al norte.
Como el resto del Top End, Palmerston tiene un clima tropical, con una estación húmeda y una estación seca. Recibe la mayor parte de precipitaciones durante la estación húmeda y son famosas sus tormentas con abundantes relámpagos.